# Epitonium minora
Epitonium minora là một loài small predatory ốc biển, là động vật thân mềm chân bụng sống ở biển trong họ Epitoniidae, the wentletraps. It occurs in đảo North, New Zealand và ở Úc.